# Лаболт, Бен
Бен ЛаБолт (род. 20 августа 1981, Ла Грейндж, Иллинойс, США) — американский политический советник, директор по коммуникациям Белого дома. Сменил Кейт Бедингфилд в этой роли, когда она ушла в отставку в конце февраля 2023 года. Ранее Лаболт работал над президентскими кампаниями Барака Обамы и Говарда Дина, а также Яна Шаковски, Шеррода Брауна и Рама Эмануэля.

## Ранняя жизнь
ЛаБолт родился 20 августа 1981 года. Родом из Ла Грейндж, штат Иллинойс. Окончил среднюю школу города Лайонс и Миддлберийский колледж, получив степень бакалавра политических наук в 2003 году. В Миддлбери был президентом Колледжа демократов и добровольно участвовал в кампании Говарда Дина по переизбранию в 2000 году на пост губернатора Вермонта.

## Карьера
Первая работа ЛаБолта после окончания колледжа была связана с президентской кампанией Говарда Дина 2004 года. Работал пресс-секретарем конгрессмена Яна Шаковски, в кампании по избранию в сенат Шеррода Брауна в 2006 году, в команде сенатора Барака Обамы и в его президентской кампании 2008 года. Затем работал заместителем пресс-секретаря Белого дома во время президентства Барака Обамы. В Белом доме работал над коммуникациями с общественностью во время выдвижения кандидатур Сони Сотомайор и Елены Кейган в Верховный суд США.
В октябре 2010 года ЛаБолт стал директором по связям с общественностью Рама Эмануэля во время выборов мэра Чикаго в 2011 году. После кампании был национальным пресс-секретарем президентской кампании Обамы в 2012 году.
В июне 2013 года ЛаБолт и Роберт Гиббс стали соучредителями практики стратегических коммуникаций под названием The Incite Agency, которая позже объединилась с Bully Pulpit Interactive (BPI). ЛаБолт стал партнёром BPI.
ЛаБолт работал над приходом Джо Байдена к должности президента США после президентских выборов в 2020 году, а также в качестве директора по связям с общественностью Кетанджи Брауна Джексона при выдвижении его кандидатуры в Верховный суд в 2022 году. Он сменил Кейт Бедингфилд на посту директора по коммуникациям Белого дома 1 марта 2023 года.

## Личная жизнь
ЛаБолт — открытый гей и первый открытый гей на должности директора ко коммуникациям Белого дома.